# 레나토 이초
레나토 이초(Renato Izzo, 1929년 6월 15일 ~ 2009년 7월 30일)는 이탈리아의 영화배우, 각본가, 영화 프로듀서, 텔레비전 배우이다.
캄포바소에서 태어났으며 로마에서 사망하였다.

## 영화
- 마담 뚜 (1977년)
- 나이트 트레인 머더스 (1975년)
- 리턴 오브 사바타 (1971년)
- 아디오스 사바타 (1971년)
- 사바타 (1969년)
- 사타나 (1968년)
- 편안히 쉬소서 (1967년)